# Тур Сакарьи 2024
3-й выпуск Тура Сакарьи — шоссейной многодневной велогонки по дорогам Турции. Гонка прошла с 16 по 19 мая 2024 года в рамках Европейского тура UCI 2024. Победителем стал южноафриканский велогонщик Вилли Смит.

## Участники
Всего в гонке приняло участие 14 команд.
| UCI Continental Teams (8)- Sakarya BB Pro Team - Spor Toto Cycling Team - Vino SKO Team - Beykoz Belediyesi Spor Türkiye - Konya Büyükşehir Belediye Spor - Madar Pro Cycling Team - Almaty Astana Motors - China Glory - Mentech Continental Cycling Team Национальные сборные (3)- Монголия - Узбекистан - Иран Любительские, клубные или региональные команды (3)- DFT PWR CCN cycling - Velo Bursa Bisiklet Takimi - Karya Cycling Team |
| |

## Маршрут
| Этап   | Дата   | Маршрут             | type                    | Длина (км) | Победитель      | Лидер генеральной классификации |
| ------ | ------ | ------------------- | ----------------------- | ---------- | --------------- | ------------------------------- |
| Пролог | 16 май | Сакарья – Сакарья   | индивидуальная разделка | 4,1        | Serdar Depe     | Serdar Depe                     |
| 1      | 17 май | Сакарья – Сакарья   | холмистый               | 118,2      | Вилли Смит      | Вилли Смит                      |
| 2      | 18 май | Сакарья – Кайнарджа | холмистый               | 136,4      | Лю Сяньцзинь    | Вилли Смит                      |
| 3      | 19 май | Сакарья – Сакарья   | холмистый               | 137,5      | Оркен Сламжанов | Вилли Смит                      |

## Ход гонки
Победителем первого этапа стал южноафриканский велогонщик Вилли Смит, опередив ближайших преследователей более чем на 1 минуту, что позволило ему стать лидером общего зачёта. Вторым и третьим стали, соответственно, казахстанский спортсмен Стейн Иоган и узбекский спортсмен Цветков Никита.
Второй этап гонки завершился спринтом, где первым стал Лю Сяньцзинь, опередив турецких велогонщиков Бурака Абая и Сердара Депе.
В командном зачёте победу одержала команда Glory Mentech на одну минуту опередив сборную Узбекистана.

## Лидеры классификаций
| Этап   |                         | Победитель _    | Генеральная классификация _ |
| ------ | ----------------------- | --------------- | --------------------------- |
| Пролог | индивидуальная разделка | Serdar Depe     | Serdar Depe                 |
| 1      | холмистый               | Вилли Смит      | Вилли Смит                  |
| 2      | холмистый               | Лю Сяньцзинь    | Вилли Смит                  |
| 3      | холмистый               | Оркен Сламжанов | Вилли Смит                  |
| Итог   | Итог                    |                 | Вилли Смит                  |

## Итоговые классификации
| \| Генеральная классификация \| Генеральная классификация \| Генеральная классификация \| Генеральная классификация \| Генеральная классификация \| \| Гонщик \| Гонщик \| Команда \| Время \| \| \| ------------------------- \| ------------------------- \| -------------------------------------------- \| ------------------------- \| ------------------------- \| \| 1-й \| Вилли Смит \| China Glory-Mentech Continental Cycling Team \| 9ч 06' 55 \| \| \| 2-й \| Kaan Ozkalbim \| Spor Toto Cycling Team \| + 1' 29 \| \| \| 3-й \| Иоган Штейн \| Vino SKO Team \| + 1' 29 \| \| |               |                                              |           |
| |               |                                              |           |
| Источник: ProCyclingStats |               |                                              |           |
| Генеральная классификация |               |                                              |           |
| Гонщик | Гонщик        | Команда                                      | Время     |
| 1-й | Вилли Смит    | China Glory-Mentech Continental Cycling Team | 9ч 06' 55 |
| 2-й | Kaan Ozkalbim | Spor Toto Cycling Team                       | + 1' 29   |
| 3-й | Иоган Штейн   | Vino SKO Team                                | + 1' 29   |